# 山子頂 (嘉義市)
山子頂，原寫為山仔頂，是臺灣嘉義市東區的一個傳統地域名稱，位於該區中部略偏南。相較於今日行政區，其範圍大致包括東區的朝陽里東北端、華南里東半部、東興里東半部、中山里東半部、太平里東南部、王田里、東川里、短竹里、鹿寮里西邊凸出部分、芳草里東南端、蘭潭里西半部、長竹里不含東北端、文雅里西南部。

## 歷史
台灣日治初期，山子頂地區為一街庄，稱為「山仔頂庄」，隸屬於嘉義西堡。該庄北與臺斗坑庄、盧厝庄為鄰，東與紅毛埤庄為鄰，南邊為下六庄，西邊為下路頭庄、嘉義街。
1901年（日治明治三十四年）11月，全台設置二十廳，該庄隸屬於嘉義廳。1909年（明治四十二年）10月，合併二十廳為十二廳，該庄仍隸屬於嘉義廳。1920年（大正九年），廢十二廳改設五州二廳，該庄改制並雅化為「山子頂」大字，隸屬於臺南州嘉義郡嘉義街。1930年，嘉義街升格為州轄嘉義市，本地區仍隸屬之。
戰後嘉義市改制為省轄市，大字亦改制為里。1946年7月嘉義市改劃為四個區，再將臺南縣水上鄉、太保鄉劃入並改為區，合計為六個區，本地區隸屬於新東區。1950年8月，嘉義市廢除省轄市資格，並切割為新東、新西、新南、新北、水上與太保等四鎮二鄉，本地區隸屬於新東鎮。1951年11月撤銷新東、新南、新西、新北等四鎮，合併為縣轄嘉義市。1982年7月1日，嘉義市再次升格為省轄市。1990年10月6日，嘉義市劃分為東、西二區，本地區隸屬於東區。

## 聚落
本地區發展較早的聚落為製紙場，在日治期初期的官方地圖上已有記載。

## 學校
- 嘉義高中
- 嘉義高工
- 嘉義高商
- 嘉華高中
- 嘉義國中
- 蘭潭國中
- 蘭潭國小

## 運動場館
- 嘉義市立棒球場

## 景點
- 蘭潭水庫
- 嘉義公園
  - 射日塔
  - 嘉義植物園
  - 嘉義市史蹟資料館
  - 嘉義孔子廟